# Стивен Сондхајм
Стивен Џошуа Сондхајм (енгл. Stephen Joshua Sondheim; Њујорк, 22. март 1930 — Роксбери, 26. новембар 2021) био је амерички композитор и текстописац, добитник Оскара, осам Тонија, осам Гремија, Пулицерове награде и награде Лоренс Оливије.